# Vezouze
Vezouze – rzeka we Francji, przepływająca przez teren departamentu Meurthe i Mozela, o długości 114,9 km. Stanowi prawy dopływ rzeki Meurthe. 

## Główne dopływy
- Vacon – o długości 13,5 km
- Blette – o długości 23 km
- Verdurette – o długości 20 km
- Erbisey